# Аноплоцефалові
Аноплоцефалові (Anoplocephalidae) — родина плоских червів.

## Роди
Родина містить роди Anoplocephala, Bertiella, Moniezia, Oochoristica, Pulluterina, Stringopotaenia та інші.